# Epistrophe hirsuteron
Epistrophe hirsuteron är en tvåvingeart som först beskrevs av Charles Howard Curran 1931.  Epistrophe hirsuteron ingår i släktet brynblomflugor, och familjen blomflugor. Inga underarter finns listade i Catalogue of Life.